# 玉城琴也
玉城 琴也(たまき ことや)は日本のシナリオライター、ジュブナイルポルノ作家。

## 来歴
2006年にゲーム製作会社のACTRESSに入社してゲームのシナリオを担当していた。2011年に『ツインクル★マイシスター』が発売された。

## 作品

### 小説
- ツインクル★マイシスター 牧だいきち (イラスト) 2011年4月28日 ISBN  978-4894906839
- ぜったいメガネははずさない!  八尋ぽち (イラスト) 2012年5月18日 ISBN 978-4894904095
- 閃電の守護騎士ニィナ  鬼丸 (イラスト), Parthenon (監修) 2013年8月9日 ISBN 978-4894905344
- 彼女は、いいなりルームメイト 尽くし系巨乳は性処理パートナー!  あきのしん (イラスト) 2014年6月13日 ISBN 978-4801512177
- それでも水着は脱がさない！ 珈琲貴族 (イラスト) 2015年7月31日 ISBN 978-4894906938
- 俺のニオイは発情スイッチ Parthenon (監修), 智弘カイ (イラスト) 2015年10月17日 ISBN 978-4801510999

### ゲーム
- ときたま・ふぁんたずむ - 2006年4月14日
- 魔法、ひとつくださいな。 - 2006年9月29日
- お嬢様の為に鐘は鳴る - 2007年9月28日
- オトメスマイル -Otome to Egao to Awaikoi- - 2008年11月28日
- 夢みる恋の結びかた - 2009年7月31日
- Cure Mate Club - 2010年3月26日
- プリンセス☆ストライク! - 2010年12月24日
- 放課後キッチン - 2011年11月25日
- ピュアガール - 2012年9月28日
- オトメスイッチ ～彼が持ってる彼女のリモコン～ - 2013年11月29日
- キスアト - 2014年1月31日
- ハーヴェストオーバーレイ - 2014年6月27日
  - ハーヴェストオーバーレイ リコネクション - 2014年12月19日
- Trippers. －彼女との学園生活を破壊する、1通の手紙－ - 2015年04月24日
- ちんくる★ツインクル フェスティバル！ - 2015年11月27日
- リプキス - 2016年3月25日
- フルキス - 2017年3月24日
- メルキス - 2018年3月23日
- キュートリゾート ～しようよ エッチなアクティビティ～ - 2018年7月27日
- 若葉色のカルテット - 2019年8月30日
- おにあま -わたしに甘えて、お兄ちゃん♡- - 2020年1月31日

### 同人ゲーム
- みこ☆かみ ～どっちにするの?～ - 2007年12月31日[2]